# Gagida
Gagida (abchazsky Гагида, gruzínsky გაგიდა – Gagida) je vesnice v Abcházii v okrese Gali, která se nachází na pobřeží Černého moře západním směrem. Leží přibližně 24 km jihozápadně od okresního města Gali. Na severu sousedí s Dolním Bargjapem, na východě s Ganachlebem, na jihovýchodě s Nabakií a na jihu s První Otobajou.
Oficiálním názvem obce je Vesnický okrsek Gagida (rusky Гагидская сельская администрация, abchazsky Гагида ақыҭа ахадара). Za časů Sovětského svazu se okrsek jmenoval Gagidský selsovět (Гагидский сельсовет).

## Části obce
Součástí Gagidy jsou následující části:
- Gagida (Гагида)
- Acygtvara / Okvinore (Ацыӷтәара / Ацыгәтәара / Оквиноре) – gruz. Okvinore (ოკვინორე)
- Dichagudzba (Дихагәыӡба) – gruz. დიხაგუძბა

## Historie
Gagida byla v minulosti součástí gruzínského historického regionu Samegrelo, od 17. století Samurzakanu. Po vzniku Sovětského svazu byla vesnice součástí Abchazské ASSR a spadala pod okres Gali. Téměř celá populace byla gruzínské národnosti. V sovětské éře spadaly pod Gagidský selsovět také Primorsk a Ganachleba, které se později osamostatnily.
Během války v Abcházii v letech 1992–1993 byla obec ovládána gruzínskými vládními jednotkami. Na konci této války zdejší obyvatelé uprchli z Abcházie. Více než polovina z nich se po skončení bojů vrátila a ocitla se pod vládou separatistické Abcházie.
Dle Moskevských dohod z roku 1994 o klidu zbraní а o rozdělení bojujících stran byla Gagida začleněna do nárazníkové zóny, kde se o bezpečnost staraly mírové vojenské jednotky SNS v rámci mise UNOMIG. Mírové sbory Abcházii opustily poté, kdy byla v roce 2008 Ruskem uznána nezávislost Abcházie. Během této doby obec trpěla vysokou kriminalitou, docházelo k ozbrojeným loupežím, k únosům, k vymáhání výkupného a k ozbrojeným střetům gruzínských geril, jež ilegálně překračovaly z Gruzie řeku Inguri, s abchazskými policisty či vojáky, neboť tuto oblast neměli abchazští separatisté plně pod svou kontrolou, zatímco Gruzie z únosů a loupeží vinila Abchazy. Jedním z nejvážnějších případů byla v roce 2003 vražda gagidského starosty Abela Gogvy, jemuž bylo dle abchazské policie už dříve vyhrožováno gruzínským kriminálním gangem přicházejícím nelegálně z okolí Zugdidi.

## Obyvatelstvo
Dle nejnovějšího sčítání lidu z roku 2011 je počet obyvatel této obce 708 a jejich složení následovné:
- 700 Gruzínů (98,9 %)
- 5 Rusů (0,7 %)
- 3 příslušníci ostatních národností (0,4 %)

Před válkou v Abcházii žilo v obci 354 obyvatel, v celém Gagidském selsovětu 1296 obyvatel.